# Самородная сурьма
Сурьма́ саморо́дная — редкий минерал из класса самородных элементов. Плавится при 730,5 °С. Окрашивает восстановительное пламя в голубовато-зелёный цвет. Растворима в царской водке.

## Кристаллография
| Точечная группа             | 3m (3 2/m) — Гексагональная Скаленогедральный                   |
| Пространственная группа     | R3m (R3 2/m)                                                    |
| Сингония                    | Тригональная                                                    |
| Параметры ячейки            | a = 4.307Å, c = 11.273Å                                         |
| Отношение                   | a: c = 1 : 2.617                                                |
| Число формульных единиц (Z) | 6                                                               |
| Объем элементарной ячейки   | V 181.10 Å³ (рассчитано по параметрам элементарной ячейки)      |
| Двойникование               | {01_14} Обычно образуют fourlings, sixlings и полисинтетические |

## Формы выделения

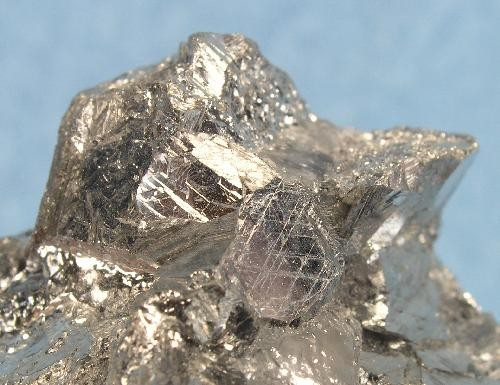
Кристаллы сурьмы (Южная Африка)

Самородная сурьма встречается в виде зернистых агрегатов или ромбоэдрических пластинчатых кристаллов оловянно-белого цвета. Нередко встречаются натёчные, почковидные массы, а также радиально-лучистые агрегаты.

## Подобна мышьяку
Самородная сурьма очень похожа на самородный мышьяк. Однако существует ряд признаков, позволяющих различать эти самородные элементы. Мышьяк обладает характерным чесночным запахом, а сурьма дольше теряет блеск на свежем сколе. Встречаются минералы-сплавы данных элементов: аллемонтит и стибарсен (SbAs).

## Применение
Основной областью применения сурьмы является металлургия. Сурьму используют для получения сплавов свинца и олова, а также для специальной обработки стали. Благодаря свойству расширяться при остывании применяется в типографии. Сурьма пользовалась большой популярностью в алхимии, где она считалась одним из основных элементов для получения золота. Долгое время использовалась в медицине в виде неорганических и менее ядовитых органических веществ (отхаркивающие и рвотные средства). Сегодня сурьма входит в некоторые препараты для химиотерапии.

## Месторождения
Самородная сурьма встречается в Финляндии (Сейняйоки), Мексике (Чиуауа), Франции (Изер), Испании (Малага), Канаде (Квебек) и в США (Калифорния).